# Puntate di Off the Air
Le puntate del programma televisivo Off the Air vengono trasmesse negli Stati Uniti, da Adult Swim, dal 1º gennaio 2011.
Il programma ha raggiunto la tredicesima edizione, per un totale di 45 episodi e 3 episodi speciali.
| Stagione             | Puntate | Prima TV USA | Prima TV Italia |
| -------------------- | ------- | ------------ | --------------- |
| Prima stagione       | 5       | 2011-2012    | inedita         |
| Seconda stagione     | 4       | 2012-2013    | inedita         |
| Terza stagione       | 3       | 2013-2014    | inedita         |
| Quarta stagione      | 4       | 2014-2015    | inedita         |
| Quinta stagione      | 4       | 2015         | inedita         |
| Sesta stagione       | 4       | 2016-2017    | inedita         |
| Settima stagione     | 3       | 2017-2018    | inedita         |
| Ottava stagione      | 4       | 2018-2019    | inedita         |
| Nona stagione        | 4       | 2019         | inedita         |
| Decima stagione      | 3       | 2020         | inedita         |
| Undicesima stagione  | 4       | 2021         | inedita         |
| Dodicesima stagione  | 4       | 2022         | inedita         |
| Tredicesima stagione | 4       | 2023         | inedita         |
| Speciali             | 3       | 2013-2015    | inediti         |

## Prima stagione
| n° | Titolo originale | Video | Autore video | Musiche | Autore musiche | Prima TV USA     |
| --- | ---------------- | --- | --- | --- | --- | ---------------- |
| 1 | Animals          | 1. The Big Bounce 2. El hombre y la Tierra 3. Zodiac Shit 4. Snow Monkey 5. Cows and Zebras 6. Meow Mix 7. Triple Jump 8. Lizard 9. The Music Scene 10. Cheese rolling | 1. Prelinger Archives 2. RTVE 3. Adam Fuchs 4. Getty Images 5. Taras Hrabowsky 6. Cyriak Harris 7. Tugboat e East Japan Railway Company 8. Corbis Motion 9. Anthony F. Shepperd 10. SoGlos e Adam Bruneau                                                                     | 1. Baltihorse 2. Zodiac Shit 3. Let the Blind Lead Those Who Can See but Cannot Feel 4. The Music Scene 5. The Star-Spangled Banner                                                            | 1. Dan Deacon 2. Flying Lotus 3. Atlas Sound 4. Blockhead 5. Black Lips                                                                                                  | 1º gennaio 2011  |
| 2 | Food             | 1. The Big Bounce 2. Think Globally, Act Locally 3. Sequenza dei titoli di testa 4. Animazione sistema digestivo 5. The Huber Experiments – Vol. 1 6. Unabomber Speckles 7. Western Spaghetti 8. We Want Your Soul 9. Something 10. Ecological Apple 11. Oyster Vision 12. Automato | 1. Prelinger Archives 2. William Lamson 3. Dax Norman 4. Flix Productions Medical Animation 5. Erik e Matthew Huber 6. R. Land 7. PES 8. Happy 9. Cyriak Harris 10. Andreas Soderberg 11. Coral Morphologic 12. Bill Feinup e Barry Kudrowitz                                 | 1. Quick Canal 2. Bruschotti 3. The Flying Nun 4. We Want Your Soul 5. Let's All Go to the Lobby                                                                                               | 1. Atlas Sound feat. Lætitia Sadier 2. Longmont Potion Castle 3. 9 Lazy 9 4. Adam Freeland 5. Filmack Studios                                                            | 25 maggio 2011   |
| 3 | Dance            | 1. The Big Bounce 2. Involuntaries 4 3. Buchstabe 4. Modern Daydreams 1: Deere John 5. Protective Cover (The Condom Song) 6. Indian Dancing Prank 7. Angry Industrial Dancer in Little Saigon 8. Tush It 9. Vessel (Four Tet Remix) 10. Peacock Spider 11. Robots Dancing           | 1. Prelinger Archives 2. Foofwa d’Imobilité, Vea Lucca e Alan Sondheim 3. Knorkator e Mark Phillips 4. Mitchell Rose e BodyVox 5. Nrityanjali Academy 6. Christian von Nathusius 7. Tank Nine 8. Liam Lynch 9. Bison 10. Jurgen Otto 11. Jean-Charles Bazin e Young Cheol Lee | 1. Buchstabe 2. Modern Daydreams 1: Deere John 3. 5 AM (I Love My Haters) 4. Protective Cover (The Condom Song) 5. Electrohead 6. Tush It 7. Vessel (Four Tet Remix) 8. Woof Woof 9. She's Hot | 1. Knorkator 2. William Goodrum 3. Clams Casino 4. India HIV/AIDS Alliance 5. Combichrist 6. Liam Lynch 7. Jon Hopkins 8. Dan Deacon 9. Clams Casino                     | 3 settembre 2011 |
| 4 | Space            | 1. Freedom 7 2. Porculpa 3. Sequenza dei titoli di testa 4. Toy Robot in Space! 5. Giant Leap 6. Zeroing 7. Space Ghost 8. HELL/????? 9. Outside In 10. Noisebox in Space 11. A Glorious Dawn 12. Quantum Leap 13. Lancio di Apollo 11                                              | 1. NASA e Internet Archive 2. Lyn Hagan 3. Adam Fuchs 4. James Trosh 5. Kyle Botha 6. Andrey Nepomnyaschev 7. Alex Toth featuring George Lowe 8. David OReilly 9. Stephen Van Vuuren 10. Dog Judo 11. John Boswell 12. Thomas de Rijk 13. NASA e Spacecraft Films             | 1. The Grey Ship 2. Terra Incognita 3. A Glorious Dawn 4. Quantum Leap 5. Decollage | 1. EMA 2. Atlas Sound 3. Symphony of Science feat. Carl Sagan 4. Slugabed 5. Les Balayeurs du désert                                                                     | 5 novembre 2011  |
| - Note: La citazione di Space Ghost è stata prelevata dall'episodio In Memory of Elizabeth Reed di Space Ghost Coast to Coast. |                  | | | | |                  |
| 5 | Body             | 1. Cords (hear us and have mercy) 2. Visible Human Project 3. All Ways 4. Take This Pill 5. going to the store 6. Hot Dog Hustle 7. SyncBody 8. Sossidge Arms 9. GoPro on a Hula Hoop 10. Amalgamide Tide 11. Stinks 12. 15 Denier                                                  | 1. Sara Lundberg 2. National Library of Medicine 3. Color Chart 4. David Firth 5. David Lewandowski 6. Thomas Hunter 7. Daihei Shibata e Hiroshi Sato 8. Chriddof 9. Nick Saik 10. Taras Hrabowsky 11. Glogman Johns 12. Harry Handyside                                      | 1. A cappella 2. Quitters Raga 3. All Ways 4. Little Ships 5. PLMS_IV_D 6. Baby's Arms 7. Pigsy in Space                                                                                       | 1. Linda Ohlin, Carina Aronsson, Gustav Nordlander e Carl Slettengren 2. Gold Panda 3. Corduroi 4. Jean-Jacques Perrey 5. Yaporigami e +MUS 6. Kurt Vile 7. Damon Albarn | 1º giugno 2012   |
| - Ascolti USA: telespettatori 1.106.000 – rating/share 18-49 anni.                                                             |                  | | | | |                  |

## Seconda stagione
| n°                                                               | Titolo originale | Video | Autore video | Musiche | Autore musiche | Prima TV USA     |
| ---------------------------------------------------------------- | ---------------- | --- | --- | --- | --- | ---------------- |
| 1                                                                | Falling          | 1. Experience Human Flight 2. Falling to Hell 3. My Machine 4. Giant 6 5. Hövding in Action 6. In the Fall 7. Valse Statique et la Theorie du Combo 8. Fugue/Trampoline 9. Derty Falling                                          | 1. InfinityList 2. Devin Flynn 3. Daniels 4. Gavin Free featuring Water Balloon 5. Hövding 6. Steve Cutts 7. Maxime Bruneel 8. Yoann Bourgeois 9. Taras Hrabowsky | 1. The Vision 2. My Machines 3. Lo Lindora 4. New Direction 5. Oceanview 6. Coming Down                                   | 1. Ian Brody 2. Battles featuring Gary Numan 3. Kodak to Graph 4. Black Lips 5. Atlas Sound 6. Dum Dum Girls                                                       | 28 agosto 2012   |
| - Ascolti USA: telespettatori 898.000 – rating/share 18-49 anni. |                  | | | | |                  |
| 2                                                                | Color            | 1. LSD Girl 2. Head On 3. This Girl Can Handle a Shotgun!! 4. Grindin' 5. The Biggest Domino Circle – 11,000 Dominoes! YouTube Record! 6. Dahlia 7. The Doldrums 8. Dinosaurs 9. Paint 10. Datamosh 11. Bars & Tones 12. Optimist | 1. T3Media 2. Lior Ben Horin 3. Brandon Gibson 4. Rogier van der Zwaag 5. TheRealMcJoni e TheDominoator 6. Michael Langan 7. Plastic Horse 8. Kristofer Ström 9. Fallon London 10. Yung Jake 11. Andre Chocron 12. Brian Thomson                                                                                  | 1. Head On 2. Grindin' 3. The Doldrums 4. Dinosaurs 5. La gazza ladra 6. Datamosh 7. Perpetuum Mobile 8. Serve The People | 1. Nadav Ravid 2. Nobody Beats the Drum 3. Paul White 4. 16bit 5. Orchestra Filarmonica Ceca e Senja Karel 6. Yung Jake 7. Penguin Cafe Orchestra 8. Handsome Furs | 30 ottobre 2012  |
| 3                                                                | Nightmares       | 1. Real Demons Caught on Tape 2. Plaster Casts of Everything 3. Superduper 4. Coaster Test 5. Headcleaner 6. Her Lovely Fears 7. Homelands 8. Zombie Bands Suck 9. You Ruined It 10. Crooked Rot 11. Fear                         | 1. Justin Martinez 2. Patrick Daughters 3. Thomas de Rijk 4. Steve Cutts 5. Alessandro Bevari 6. Ben Wheele 7. Jimmy Joe Roche 8. Liam Lynch 9. Michael Langan 10. David Firth 11. Nightmares Fear Factory, Geoffrey Lillemon, Christy Karacas, R. Land, Brandon Lively, Dax Norman, Trey Wadsworth e Terry White | 1. Journeyman 2. Plaster Casts of Everything 3. Headcleaner 4. Dust Flesh and Bones 5. Crooked Rot 6. Battery Point       | 1. Amon Tobin 2. Liars 3. Einstürzende Neubauten 4. Matt Elliot 5. Marcus Fjellström 6. Beak                                                                       | 22 dicembre 2012 |
| 4                                                                | Light            | 1. Combustion 2. Natural Thing 3. Light Drive 4. Glowing Man 5. Jelly Trip Experience 6. Dubstep Dispute 7. Flawed Symmetry of Prediction; Seeing Things (Fun to Imagine) 8. The Sky Was Pink 9. I See You 10. Light              | 1. Renaud Hallée; Adam Fuchs 2. Johan Rijpma 3. Kim Pimmel 4. Jacob Sutton 5. Burkhard Reike 6. Jason Charles Giles 7. Jeff Frost featuring Richard Feynman e T3Media 8. Morgan Beringer 9. Jacob Streilein 10. David Parker                                                                                      | 1. Natural Thing 2. Candy Shoppe 3. Knights of Cydonia 4. The Sky Was Pink                                                | 1. Nobody Beats The Drum 2. Emeralds 3. Andrew Hill 4. Vessels | 1º ottobre 2013  |

## Terza stagione
| n° | Titolo originale | Video | Autore video | Musiche | Autore musiche | Prima TV USA     |
| -- | ---------------- | --- | --- | --- | --- | ---------------- |
| 1  | Nature           | 1. Visions of the Wild 2. Brats 3. Hyper Geography 4. Filmati di gufi 5. Filmati di alba (non accreditati) 6. 24,480 Minutes with an Australian Tree Fern (accreditato come Australian Tree Fern) 7. Fungia Food 8. Staring Out the Window 9. Woos 10. What's Up? 11. A Walk in the Woods (accreditato come Walk in the Woods) 12. Madama Butterfly 13. Land 14. The Ghostly Voices Once Said! | 1. Dipartimento dell'agricoltura degli Stati Uniti d'America e Prelinger Archives 2. Ian Cheng 3. Joe Hamilton 4. Getty Images 5. iStock 6. The Upthink Lab 7. Coral Morphologic 8. Ninian Doff 9. PetPunk 10. Liam Lynch 11. Weebl 12. Gabriel Kempers 13. Masanobu Hiraoka (erroneamente accreditato come Hiraoka Masanobu) 14. Randy Knott | 1. Brats 2. Into the Deep Time (One Sun) (accreditato come Into The Deep Time) 3. Staring Out the Window 4. Woos 5. What's Up? 6. Humming Chorus 7. Land 8. The Ghostly Voices Once Said! | 1. Liars 2. Candy Claws 3. Fulton Lights 4. Huma-Huma (non accreditato) 5. Liam Lynch 6. Giacomo Puccini e Apollo Symphony Orchestra 7. Aimar Molero (non accreditato) 8. Randy Knott                                                    | 31 dicembre 2013 |
| 2  | Robots           | 1. Jelly Wobbler 2. Filmati di robot 3. Ants in My Scanner 4. Robogran by Cyriak Harris 5. Kill Your Co-Workers 6. Michael 7. God Knox 8. Boss Wave 9. OstrichCopter 10. Raw Data 11. BigDog Beta 12. Filmati di macchinari 13. Drawing Apparatus 14. AI vs. AI 15. Filmati della tecnologia aerea                                                                                             | 1. Nik Ramage 2. DigInfo 3. Francois Vautier 4. Cyriak Harris 5. Mike Winkelmann (accreditato come Beeple) 6. Space Shower Networks Inc. 7. Kokofreakbean 8. Kristofer Ström 9. Pricordia e Viral Spiral 10. Jake Fried 11. Pantless Knights 12. iStock 13. Robert Howsare 14. Igor Labutov e Jason Yosinski 15. Uncage the Soul              | 1. Andrew 2. Blinding 3. Kill Your Co-Workers 4. Michael 5. God Knox 6. Boss Wave 7. Raw Data 8. Dental Fur                                                                               | 1. Jonwayne 2. Zach Schimpf (erroneamente accreditato come Zack Schrimpf) 3. Flying Lotus 4. Satoshi Sasaki e Handsome Trucks (non accreditati) 5. Kokofreakbean (non accreditato) 6. Xilent 7. Jake Fried (non accreditato) 8. Freescha | 7 gennaio 2014   |
| 3  | Worship          | 1. Sadhus: India's Holy Men 2. Filmati di un monaco buddhista 3. Bye Bye Macadam 4. Hypnogogs 5. Jesus Pwn3d U 6. Doom II: The Circular Ruins 7. Unabomber Speckles 8. Immagini stock 9. Enter the Mystic 10. God Smash 11. Totem 12. Magma 13. Astroblast, Univers 01.7 (accreditato come Astroblast)                                                                                         | 1. Bedi Films e Denis Whyte 2. Getty Images 3. Dimitri Stankowicz 4. Paul Hartner 5. Barats and Bereta 6. Scott Gelber (accreditato come Noah Spidermen) 7. R. Land 8. iStock 9. Dax Norman 10. Taras Hrabowsky 11. Caleb Wood 12. The Vein (accreditato come Dvein) 13. Alexandre Lehmann                                                    | 1. Cannons 2. Bye Bye Macadam 3. The Circular Ruins 4. Christian Connections 5. Bummer Dreams 6. Magma 7. Versione modificata di Jesus Was Way Cool                                       | 1. Little Scream 2. Rone 3. Zac Traeger 4. Longmont Potion Castle 5. Elvis Depressedly 6. The Vein 7. King Missile | 22 aprile 2014   |

## Quarta stagione
| n°                                                                                             | Titolo originale | Video | Autore video | Musiche | Autore musiche | Prima TV USA     |
| ---------------------------------------------------------------------------------------------- | ---------------- | --- | --- | --- | --- | ---------------- |
| 1                                                                                              | Hair             | 1. Words of Wisdom from an Unexpected Citizen (accreditato come Words of Wisdom) 2. Flora 3. Hairsperiments e altre animazioni 4. Video d'archivio dei capelli di una donna 5. Beach Bums 6. Virtual reality haircut simulator 7. The Chronicles of Peen-Eye (accreditato come Wigella) 8. Hair Growth Experiment 9. The Fly 10. Ascension 11. robothair.mov 12. Hairy Monsters 13. Memime in Haircut Store 14. Filmato di una lucertola 15. Shake | 1. Matthew Silver e Rony Portillo 2. Aaron Michael 3. Mike Winkelmann (accreditato come Beeple) 4. iStock 5. Great Nordic Sword Fights 6. DigInfo 7. Geoffrey Lillemon featuring Marian Mudder (non accreditato), Neil Mendoza (robotica) 8. David Birdsell 9. Liam Lynch 10. Charles Bergquist (accreditato come Tycho) 11. Bernardo Britto 12. Gerald Zahn 13. Alan Resnick (accreditato come cortometraggio originale) 14. Corbis Motion (non accreditato; riutilizzato dall'episodio Animals con una parrucca animata) 15. Carli Davidson e Variable | 1. Time 2. Backwell 3. Beach Bums 4. Cut the Mullet (accreditato come Cut That Mullet) 5. Così parlò Zarathustra 6. Ascension 7. robothair 8. Memime in Haircut Store 9. Shave My Pussy | 1. Hans Zimmer (non accreditato) 2. Beak 3. Groundislava 4. Wesley Willis 5. Richard Strauss (non accreditato) 6. Tycho 7. Bernardo Britto 8. Billy Joel (non accreditato) 9. Chad VanGaalen | 2 settembre 2014 |
| - Note: Gerald Bald Z di Perfect Hair Forever fa un cameo nel segmento Hair Growth Experiment. |                  | | | | |                  |
| 2                                                                                              | Sports           | 1. Your Highness 2. Oolympacs 3. Filmato di una ballerina e di un calciatore 4. Bim Bam Boom da Forbidden Zone 5. Magic Ball Man 6. Cody Jumps Skip 7. I Didn't Know That 8. Frisbee God 9. Ghillie Ball 10. Data 11. Citius, Altius, Fortius 12. Red Bull Winch Sessions | 1. Max Hattler 2. Johnny Woods 3. iStock 4. Richard Elfman 5. Maximilien Czech 6. PixelWorkers 7. The Books 8. Malcolm Sutherland 9. Dave Hughes, Adam Stockett e Alan Steadman 10. Mark Fingerhut (accreditato come WOLFSHIRT) 11. Felix Deimann 12. Red Bull Media House North America, Inc | 1. Feel the Drip 2. Bim Bam Boom 3. All That Matters 4. I Didn't Know That 5. Airlock 6. Citius, Altius, Fortius 7. Instant Disassembly                                                 | 1. Black Moth Super Rainbow 2. Miguelito Valdés e Kipper Kids (non accreditato) 3. Professor Kliq 4. The Books 5. "Bayou 6. Kreng (non accreditato) 7. Parquet Courts                        | 23 dicembre 2014 |
| 3                                                                                              | Death            | 1. One Got Fat 2. Yield 3. Stillicide 4. Donna che soffia un dente di leone 5. Beat the Drum Slowly 6. UFO e Crowd Dynamics 7. Arterial 8. Checkpoint 9. Death Fest 10. The Jump 11. Life Is Flashing Before Your Eyes | 1. Prelinger Archives 2. Caleb Wood 3. Eric Ko 4. Getty Images (accreditato come iStock) 5. Chad VanGaalen (non accreditato) 6. David Fothergill 7. Christophe Thockler (non accreditato) 8. Robby Rackleff 9. Kutay Cengil 10. Charles Huettner 11. Vince Collins | 1. Dream House 2. Stillcide 3. Beat the Drum Slowly 4. I'll Be There (UFO score) 5. Arterial 6. Ocean Death 7. Life is Flashing Before Your Eyes                                        | 1. Deafheaven 2. Alex Cook 3. Timber Timbre 4. Sconosciuto (non accreditato) 5. Lusine 6. Baths 7. Lewis Motisher                                                                            | 30 dicembre 2014 |
| 4                                                                                              | Transportation   | 1. Gravity 2. Sequenza dei titoli 3. Estratto di JP Auclair da All.I.Can 4. Departures 5. The Motorcade 6. Rollerman 7. METRO Re/De-construction 8. Psycho City 9. Bubblegum Fannypack 10. Let's Paint, Bicycle & Blend TV 11. Sketch Three: Avant-Garde (R.P.M. 2) 12. Cadillac Dreams 13. Scene 2 14. 3K Project TrackMania 2: Canyon (Slow Mo Version)                                                                                          | 1. Hadas Fisher-Oren 2. Tori Cook 3. Sherpas Cinema 4. Kuckenbaker 5. Colin White, scritto da William Stitt (entrambi accreditati come International Geographic) 6. Danny Strasser 7. Christopher Douglas Coleman 8. Vince Collins 9. Richard "Dicko" Mather 10. John Kilduff 11. Ryan Fox 12. Great Nordic Sword Fights 13. Kim Laughton 14. RickardRick | 1. The Lens 2. Dance Yrself Clean 3. Rollerman 4. Cadillac Dreams 5. Rain on a Highway                                                                                                  | 1. Thee Oh Sees 2. LCD Soundsystem 3. Michael Beckmann e Melina Fessmann 4. Birdy Nam Nam 5. Daughn Gibson                                                                                   | 6 gennaio 2015   |

## Quinta stagione
| n° | Titolo originale | Prima TV USA     |
| -- | ---------------- | ---------------- |
| 1  | Liquid           | 21 luglio 2015   |
| 2  | Conflict         | 27 ottobre 2015  |
| 3  | Holes            | 24 novembre 2015 |
| 4  | NEWNOW           | 29 dicembre 2015 |

## Sesta stagione
| n° | Titolo originale | Prima TV USA      |
| -- | ---------------- | ----------------- |
| 1  | Shapes           | 24 maggio 2016    |
| 2  | Clowns           | 20 settembre 2016 |
| 3  | Work             | 8 novembre 2016   |
| 4  | Words            | 31 gennaio 2017   |

## Settima stagione
| n° | Titolo originale | Prima TV USA     |
| -- | ---------------- | ---------------- |
| 1  | Earth            | 21 novembre 2017 |
| 2  | Technology       | 28 novembre 2017 |
| 3  | Paradise         | 5 dicembre 2017  |

## Ottava stagione
| n° | Titolo originale | Prima TV USA    |
| -- | ---------------- | --------------- |
| 1  | Health           | 29 maggio 2018  |
| 2  | Love             | 28 agosto 2018  |
| 3  | Sound            | 30 ottobre 2018 |
| 4  | Winter           | 1º gennaio 2019 |

## Nona stagione
| n° | Titolo originale | Video | Autore video | Musiche | Autore musiche | Prima TV USA     |
| -- | ---------------- | --- | --- | --- | --- | ---------------- |
| 1  | Fashion          | 1. Filmati di Leigh Bowery dal The Clothes Show 2. Fall/Winter 2059 3. Kinetic Salad Man 4. Horse 5. Dondus Fingertrap 6. Bookaka 7. Unabomber Speckles 8. Immagini di stock e filmati di cucito (non accreditato) 9. Mr. Blessing Man 10. Heavy Metal 11. A Dance Video                                           | 1. Getty Images 2. Andy e Sam Rolfes 3. David Henry Nobody Jr. 4. Vedran Rupic 5. Felipe Di Poi Tamargo e Steven Markow 6. Kokofreakbean 7. R. Land, Jordan Gum 8. iStock (non accreditato) 9. Qieer Wang 10. Filip Nilsson 11. Aaron Whitney Bjork | 1. Fall/Winter 2059 2. Horse 3. Dondus Fingertrap 4. Pleated Approach 5. Heavy Metal 6. Baby's Tears Blues                 | 1. Rabit 2. Salvatore Ganacci 3. Steven Markow 4. Longmont Potion Castle 5. Justice 6. Mort Garson                                                           | 3 settembre 2019 |
| 2  | Trash            | 1. Quentin and His Birdbox Orchestra 2. Garbage Rave 3. Titoli di apertura 4. Filmati sullo scarico dei rifiuti (non accreditato) 5. Extrapolate 6. Bambi 7. Global Warming 8. Immagini di camion della spazzatura (non accreditato) 9. Pretty 10. The End Is Equal 11. Open Ocean 12. #DISRUPT 13. Plastic Dreams | 1. Sean Reynard 2. Yilmaz Sen 3. Thomas Deininger 4. iStock (non accreditato) 5. Johan Rijpma 6. Joseph Melhuish 7. Koba K24 8. iStock (non accreditato) 9. Mary Dauterman 10. Shively Humperdink 11. Nate Milton 12. Matt Reynolds 13. Bureau Klaus Alman | 1. Gnossienne No. 1 (non accreditato) 2. Got Wet in the Bomb Shelter 3. Snowblind 4. Open Ocean 5. A Talk Inside the Piano | 1. Erik Satie, Sean Reynard (non accreditati) 2. Tobacco 3. Tanya Tagaq 4. Buck St. Thomas 5. The Secret Whistle                                             | 29 ottobre 2019  |
| 3  | Fire             | 1. Lava Steak 2. Kilauea: The Fire Within 3. Fire Flowers 4. Drone Fireworks 5. Human Torch 6. Fire Escape 7. Light Me Up 8. RIP 9. Eruption 10. Sunspots 11. Strange Dream 12. Viking Funeral 13. Neighborhood Renewal 14. Forest Fire                                                                            | 1. Jenny Wysocki, Robert Wysocki (non accreditato) 2. Lance Page 3. Jeff Lower 4. Mikal Jakubal 5. John Walton 6. Mikey McCusker 7. Caitlin McCarthy 8. Cyriak Harris 9. Steven Markow, Cole Kush, Derrick Guerin 10. Morgan Beringer 11. Alfie Dwyer 12. Sanjay Jit 13. Matt Reynolds, Olga Sokal, Ingo Raschka, Kevin Eskew, Micah Stahl, Luca Depardon 14. Kevin Gautraud | 1. Birth 2. Light Me Up 3. RIP 4. Eruption 5. Freedom 6. Praeludium No. 1, C Major 7. Someday We’ll Linger In The Sun      | 1. Rari 2. Skillbard 3. Cyriak Harris (non accreditato) 4. Maria Micklasavage 5. “Moodie Black 6. Johann Sebastian Bach, Daniel Philipp Stotz 7. Gaelynn Lea | 26 novembre 2019 |
| 4  | Patterns         | 1. Filmati di un'esibizione aerea (non accreditato) 2. Titoli di apertura 3. Repetition (accreditato come Repetitions) 4. Historical Patterns 5. The Blank Page 6. How to Stop 7. Where's Walter? 8. Body Patterns 9. Someday 10. The Big Bounce (non accreditato)                                                 | 1. iStock (non accreditato) 2. Adam Fuchs 3. Kevin McGloughlin 4. Robby Rackleff 5. Jake Fried 6. Sofia Pashaei 7. Michela M. Smith, Lucien Flores 8. Milo Targett 9. Paraic McGloughlin 10. Prelinger Archives (non accreditato) | 1. Repetition (accreditato come Repetitions) 2. Someday                                                                    | 1. Max Cooper 2. Weval | 31 dicembre 2019 |

## Decima stagiona
| n°                                                                | Titolo originale | Video | Autore video | Musiche | Autore musiche                                                                                | Prima TV USA     |
| ----------------------------------------------------------------- | ---------------- | --- | --- | --- | --------------------------------------------------------------------------------------------- | ---------------- |
| 1                                                                 | Coping           | 1. Hitting My Head On The World 2. A New Level Of Archery 3. Stand There 4. Stay Home 4 5. Men in Chairs 2 6. Window Advice 7. 0% Food 8. April 23, 2020 9. Everybody Isolates 10. The Rest of My Days 11. First Contact | 1. Anna Vasof 2. Lars Andersen 3. Vincent Bilodeau 4. Arnaud Laffond 5. Cool 3D World 6. Alan Resnick 7. Lukas Vojir 8. Ernest Doty 9. Snuff Puppets 10. Jack Antoine Charlot 11. Douwe Dijkstra e Jules van Hulst | 1. Welcome To Youth Team Enterprises 2. Stand There 3. Stay Home 4 4. 0% Food 5. The State 6. The Rest of My Days 7. I Have Heard the Signal, I Am Waiting for the Call | 1. Youth Team 2. P’tit Belliveau 3. Tite 4. Resonate 5. Youth Team 6. S+C+A+R+R 7. Youth Team | 9 giugno 2020    |
| 2                                                                 | Dreams           | 1. Sick Of Being Honest 2. Into Promenade 3. Terror Fervor 4. Dream World Fun World 5. 2 Lizards - Episode 2 6. Very Noise 7. Dream Of A Dog 8. Tofu Chan - Love Is A Fractal 9. Dreams | 1. Mike Diva 2. Yoshi Sodeoka 3. Phoebe Parsons 4. Render Fruit 5. Orian Barki e Meriem Bennani 6. Meat Dept. 7. Maddie Brewer 8. Dylan Jones e Joset Gatti 9. Anna Firth | 1. Sick Of Being Honest 2. Into Promenade 3. 2 Lizards 4. Very Noise 5. Tofu Chan 6. Baby, It’s Time                                                                    | 1. Milkblood 2. MYMK 3. Coqueta 4. Igorrr 5. Jperl 6. Psychic Markers                         | 29 dicembre 2020 |
| 3                                                                 | Progress         | 1. Just Setting Off 2. Harvest Bounty 3. Future Beach 4. Positive Mental Attitude 5. Bunny World 6. ungabarn 7. whoisyoulmao 8. I Want To Be The Ocean 9. gloogigigation 10. USB Dog 11. The Breakup 12. The Community That Sings Together 13. Cyber Commune 14. Coexist 15. Teeter 16. Lockdown Proposal Goes Horribly Wrong | 1. Alfie Kungu 2. Sam Lyon 3. Nadia Lee Cohen 4. James Papper 5. Victoria Vincent 6. Rosco 5 7. James Papper 8. Raman Djafari 9. Renee Zhan 10. Sam Campbell e Joe Pelling 11. James Papper 12. Jonathan Zwanda 13. Harriet Davey 14. Michael Marczewski 15. Jordan Brookes e Ewan Jones Morris 16. Demi Lardner e Tom Walker | 1. The Community That Sings Together 2. Good Love 2.0 3. Ouster Stew | 1. Mark Pritchard 2. Priya Ragu 3. Crack Cloud                                                | 29 dicembre 2020 |
| - Note: L'episodio è stato curato e prodotto da Blink Industries. |                  | | | |                                                                                               |                  |

## Undicesima stagione
| n°                                                                | Titolo originale | Video | Autore video | Musiche | Autore musiche | Prima TV USA     |
| ----------------------------------------------------------------- | ---------------- | --- | --- | --- | --- | ---------------- |
| 1                                                                 | Family           | 1. Road Trip 2. Horsin' in the V.O.I.D. 3. 2.02 Killer Year 4. Dinner Time 5. All of a Sudden 6. 4orm 7. Family Supper 8. Laughing Stock                                      | 1. Darío Alva 2. Dave Biddle 3. Sophie Koko Gate, Jack Wedge e Will Freudenheim 4. Maylee Todd e Kyvita 5. Laraaji 6. World4Jack 7. Dan Streit 8. Derrick Guerin, Fraser Jones, Anthony Banua-Simon, Danielle Slaughter, Terence Chiyezhan e Alexandra O'Driscoll | 1. Road Trip 2. Horsin' in the V.O.I.D. 3. 2.02 Killer Year 4. All of a Sudden 5. Swheat 6. Family Supper                                                                                        | 1. Diego Navarro 2. Linda Fox 3. King Gizzard & the Lizard Wizard 4. Laraaji 5. Neve 6. Garrett Rowley                                          | 12 ottobre 2021  |
| - Note: L'episodio è stato curato e prodotto da Cole Kush.        |                  | | | | |                  |
| 2                                                                 | Moon             | 1. MOON TITLE 2. Moon Tube 1 2 & 3 3. Moon 4. Lunar Love & Ever 5. CH4RMPIX 6. Why The End of The World Has Not Yet Come 7. Moon Hoax 8. MUKBANG! 9. Blue Moon Over my Hammie | 1. Matthew Taylor 2. Jack Wedge, Will Freudenheim e Sophie Koko Gate 3. Yoriko Mizushiri 4. Gabriel Gabriel Garble 5. Claudia Mace 6. Haomin Peng 7. Harrison Fishman 8. Cheng-Hsu Chung 9. Michael Arcos                                                         | 1. Moon Tube 1 2 & 3 2. Moon 3. CH4RMPIX 4. Why the End of the World Has Not yet Come 5. MUKBANG!                                                                                                | 1. Will Freudenheim 2. Kengo Tokusashi 3. Carlos Saez 4. Cocoonics 5. Skillbard                                                                 | 9 novembre 2021  |
| - Note: L'episodio è stato curato e prodotto da Sophie Koko Gate. |                  | | | | |                  |
| 3                                                                 | Touch            | 1. Heart to Mouth 2. Quentin's Secret Pelican Button 3. The Galactic Trial 4. Absence 5. Manipulation 6 6. Kaduna 7. Color Me 8. Contour                                      | 1. Bart Heiss 2. Sean Reynard 3. Joel Haver 4. Alex Goddard 5. Baron Lanteigne 6. Jacob Jonas 7. Martin de Thurah 8. Wow Inc. | 1. Born, Never Asked 2. Manipulation 6 3. Color Me 4. ULTRAPOP | 1. Laurie Anderson 2. Eduardo Noya Schreus 3. Active Child 4. The Armed                                                                         | 27 dicembre 2021 |
| - Note: L'episodio è stato curato e prodotto da Alan Steadman.    |                  | | | | |                  |
| 4                                                                 | Liminal          | 1. High/Low Agitation 2. Cazimi 3. Tennis Ball's Day Off 4. Liminal Space Recreated 5. Bette 6. Music Theory to Explain God's Abscence 7. Beings in Between 8. Order & Chaos  | 1. Mat Ball 2. Natalia Stuyk 3. Julian Glander 4. Nik Maierle 5. Mary Dauterman 6. Ben Levin 7. Johnny Woods 8. Thomas Vanz | 1. High/Low Agitation 2. Neptune Raining Diamonds 3. Tennis Ball's Day Off 4. Tsukiji 5. Music Theory to Explain God's Abscence 6. Estratto da Coincidence of Opposites 7. Melt 8. Order & Chaos | 1. Mat Ball 2. Deafheaven 3. Claire Cottrill e Karsten Runquist 4. Sly & The Family Drone 5. Ben Levin 6. Alan Watts 7. Supertask 8. Max Cooper | 27 dicembre 2021 |
| - Note: L'episodio è stato curato e prodotto da Cody DeMatteis.   |                  | | | | |                  |

## Dodicesima stagione
| n° | Titolo originale | Video | Autore video | Musiche | Autore musiche | Prima TV USA      |
| --- | ---------------- | --- | --- | --- | --- | ----------------- |
| 1 | Nonsense         | 1. Gobbogooblins 2. Nonsense Titles 3. Weird part of the Night 4. My Pea 5. Dewdge Center 6. We Go Back 7. Pastor Josiah 8. egg touching (accreditato come Touch The Egg) 9. Fingertips 10. Springtime Old Man 11. The Shrewd Awakening 12. My Pod 13. Doomscroll animation 14. I Need to be Passed Away | 1. Joe Coppo 2. Max Landman 3. Louis Cole 4. umami 5. Eoin O' Kane, Brooks Allison (scrittura) 6. Winston Hocking 7. Tom Mcdonald 8. Peter Millard 9. Phoebe Parsons 10. Tsuchya Hoi 11. TOMASZEWICZ studio 12. umami 13. Maggie Brennan 14. Surfies | 1. Weird part of the Night 2. We Go Back 3. Fingertips 4. Springtime Old Man 5. I Need to be Passed Away                                                   | 1. Louis Cole 2. Animal Collective 3. They Might Be Giants 4. Uri Nakayama 5. Surfies                                                       | 4 luglio 2022     |
| 2 | Bugs             | 1. The Spider 2. KHEPRI 3. Estratto di Eyeballs in the Darkness (accreditato come Tux and Fanny - Time to go) 4. Pouffapiller 5. Midnight Ash 6. Synchronicity (Thailand) 7. Ant Invasion 8. Mosquito 9. Earworm 10. Bugs Fly                                                                            | 1. Milenics 2. Carlos Cortes Reyes 3. Albert Birney 4. Pouff 5. Pilar Garcia-Fernandezsesma 6. Robin Meier, André Gwerder 7. Nicole Zaridze 8. Noah Malone 9. Bryan M. Ferguson 10. Dr. Adrian Smith; Tomer Baruch (editing)                         | 1. (Nothing But) Ashes 2. Mosquito 3. Bugs Fly | 1. Röyksopp 2. Noah Malone 3. Tomer Baruch                                                                                                  | 12 settembre 2022 |
| 3 | Bliss            | 1. Angel of repose di Jim Denevan Desert X Allula 2022 2. Light/Atmosphere Studies 3. Let Loose 4. Memory of Brittany 5. Unabomber Speckles 6. Glitter Bliss 7. Blessed 8. Polymorphic 9. Flow 10. Wave Pool in China 11. Radiating Sand Mounds di Jim Denevan                                           | 1. Lance Gerber 2. Zach Lieberman 3. Erik Ferguson (accreditato fergemanden) 4. Benjamin Bardou 5. R. Land 6. Shawn Knol 7. Cool 3D World 8. Michael McAfee 9. Hideki Inaba 10. Aerialcollection 11. Brighton Denevan                                | 1. Regenerative Being 2. Selfish Soul 3. Deep in the Glowing Heart 4. Mysterious Bliss 5. Blessed 6. Illusionary 7. Disconnected 8. Disappearing 9. Tezeta | 1. Eluvium 2. Sudan Archives 3. Jon Hopkins 4. Longmont Potion Castle 5. Cool 3D World 6. Drasko V 7. Zack Schimpf 8. Low 9. Malatu Astatke | 28 novembre 2022  |
| - Note: Un segmento aggiuntivo intitolato Big and Small Night di Anna Seregina e Kyle Mizono è stato commissionato per l'episodio, tuttavia non è stato incluso a causa dei limiti di tempo. Il segmento è stato caricato online il 23 dicembre 2022. |                  | | | | |                   |
| 4 | Journeys         | 1. Blast Off 2. Title credits 3. Door on the Left 4. Lectures On Eternity 5. Mike & Pima 6. Couch 7. Acid Rain 8. Wednesday With Goddard 9. Estratto da Solar Walk 10. Now I know (Earth Crisis) 11. A Pearl                                                                                             | 1. Rick Darge, John Weselcouch 2. Cossa 3. Kati Skelton 4. The American Standard Film Co. 5. Sam Lane 6. Emma Debany 7. Tomek Popakul 8. Nicolas Menard 9. Réka Bucsi 10. Isaiah Saxon 11. Saad Moosajee, Art Camp, Danaé Gosset                     | 1. Making Life out of Music 2. Calamus 3. Now I Know (Earth Crisis) 4. A Pearl                                                                             | 1. Eye Q 2. Chuck Johnson 3. Dirty Projectors 4. Mitski                                                                                     | 26 dicembre 2022  |
| - Note: L'episodio è stato curato e prodotto da Meghan Oretsky. |                  | | | | |                   |

## Tredicesima stagione
| n° | Titolo originale | Video | Autore video | Musiche | Autore musiche | Prima TV USA     |
| -- | ---------------- | ----- | ------------ | ------- | -------------- | ---------------- |
| 1  | Sex              |       |              |         |                | 19 dicembre 2023 |
| 2  | Drugs            |       |              |         |                | 19 dicembre 2023 |
| 3  | Music            |       |              |         |                | 19 dicembre 2023 |
| 4  | Farts            |       |              |         |                | 19 dicembre 2023 |

## Speciali
| n° | Titolo originale                          | Video | Autore video | Musiche | Autore musiche                                                                                | Prima TV USA     |
| --- | ----------------------------------------- | --- | --- | --- | --------------------------------------------------------------------------------------------- | ---------------- |
| 1 | Dan Deacon: U.S.A.                        | 1. Estratto da El hombre y la Tierra; Radical Updates 2. Cityscape Chicago 3. Filmati di una stazione spaziale; Groosland, filmati aggiuntivi; oggetti spaziali in CGI 4. American Harvest 5. Head On 6. Murmuration; Cy's Sunrise Lefts; Moonwalk 7. Video concerti di Primavera 8. Stone Mountain Ghillie Suits | 1. Andrew Benson 2. Eric Hines 3. Image Science, analisi di laboratorio della NASA al John C. Stennis Space Center; Het Nationale Ballet, Poorhouse International, Ltd.; Adam Bruneau 4. Prelinger Archives 5. Lior Ben Horin 6. Liberty Smith, Sophie Windsor Clive; Cyrus Sutton, Korduroy.tv; Dean Potter, Reel Walter Productions, Ltd. (cinematografia) 7. Tom Bingham, Gill Austin, Jonathan Rej, Jeff Crocker 8. Cody DeMatteis, Zach White, Alan Steadman (cinematografia) | 1. USA I: Is a Monster 2. USA II: The Great American Desert 3. USA III: Rail 4. USA IV: Manifest                    | 1. Dan Deacon 2. Dan Deacon 3. Dan Deacon 4. Dan Deacon                                       | 6 luglio 2013    |
| - Note: Dalla durata totale di 22 minuti, l'episodio è un video musicale con paesaggi statunitensi contenente le ultime quattro canzoni dell'album America di Dan Deacon.                                                                      |                                           | | | |                                                                                               |                  |
| 2 | Seramthgin                                | 1. Foto del Nightmares Fear Factory Souvenir Fear; manipolazione di immagini 2. Real Demons Caught on Tape 3. Crooked Rot 4. You Ruined It 5. Zombie Bands Suck 6. Homelands 7. Her Lovely Fears 8. Headcleaner 9. Coaster Test 10. Superduper 11. Plaster Casts of Everything                                    | 1. Nightmares Fear Factory; Geoffrey Lillemon (di Random Studios), Christy Karacas, R. Land, Brandon Lively, Dax Norman, Trey Wadsworth, Terry White (degli Fly Bitches) 2. Justin Martinez 3. David Firth 4. Michael Langan 5. Liam Lynch 6. Jimmy Joe Roche 7. Ben Wheele 8. Alessandro Bevari 9. Steve Cutts 10. Thomas de Rijk 11. Patrick Daughters (di Riff Raff Films) | 1. Battery Point 2. Crooked Rot 3. Dust Flesh and Bones 4. Headcleaner 5. Plaster Casts of Everything 6. Journeyman | 1. Beak 2. Marcus Fjellström 3. Matt Elliott 4. Einstürzende Neubauten 5. Liars 6. Amon Tobin | 1º novembre 2014 |
| - Note: Lo speciale riproduce l'episodio Nightmares al contrario. Tutto ciò che viene mostrato è invertito a parte il logo di Adult Swim. |                                           | | | |                                                                                               |                  |
| 3 | Dan Deacon: When I Was Done Dying DDWIWDD | - | 1. Jake Fried 2. Chad VanGaalen 3. Dimitri Stankowicz 4. Colin White 5. Taras Hrabowsky 6. Anthony F. Schepperd 7. Masanobu Hiraoka 8. Caleb Wood 9. Kokofreakbean | 1. When I Was Done Dying                                                                                            | 1. Dan Deacon                                                                                 | 24 marzo 2015    |
| - Note: L'episodio è un video musicale di cinque minuti e mezzo contenente il brano When I Was Done Dying di Dan Deacon dal suo album Gliss Riffer. Inoltre comprende esclusivamente animazioni originali provenienti da nove artisti diversi. |                                           | | | |                                                                                               |                  |